# Avenida La Participación
La avenida La Participación es una avenida de importancia en la ciudad de Iquitos, Perú. Se encuentra dentro de los distritos de Belén y San Juan Bautista, delimitando por la Avenida Quiñones al norte y el río Itaya al sur.

## Descripción

### Ubicación
Para ingresar a La Participación se viene desde el jirón Moore, que bordea la Plaza Francisco Bolognesi, es de un trazo estrecho lo que suele originar accidentes, al encontrarse vehículos grandes y pequeños en una misma vía de doble circulación.
La Participación se encuentra en el distrito de Belén y, junto a la avenida José Abelardo Quiñones en el distrito de San Juan Bautista, conecta el Área Metropolitana de Iquitos con la Ruta departamental LO-103 que lleva a Nauta.

### Importancia
En los alrededores de la avenida habitan principalmente las clase socioeconómicas emergentes, baja y obrera de la ciudad, por lo que su estado de mantenimiento es pobre, con niveles muy altos de desechos humanos, contaminación ambiental, y tráfico desbordado. En la avenida se encuentra también el único centro de educación diferencial dirigida a niños con necesidades especiales (NEE).
Al estar a orillas del río Itaya la avenida es una conexión para asentamientos humanos que funcionan como puertos, el más importante es Cabo López, que con el desarrollo industrial de la avenida se convirtió también en un puerto y balneario. La Participación tiene también presencia de la industria maderera, principalmente por sus puertos, junto a la Avenida La Marina en el distrito de Punchana, son los únicos lugares en Iquitos en donde hay aserraderos.